# Wassyliwka

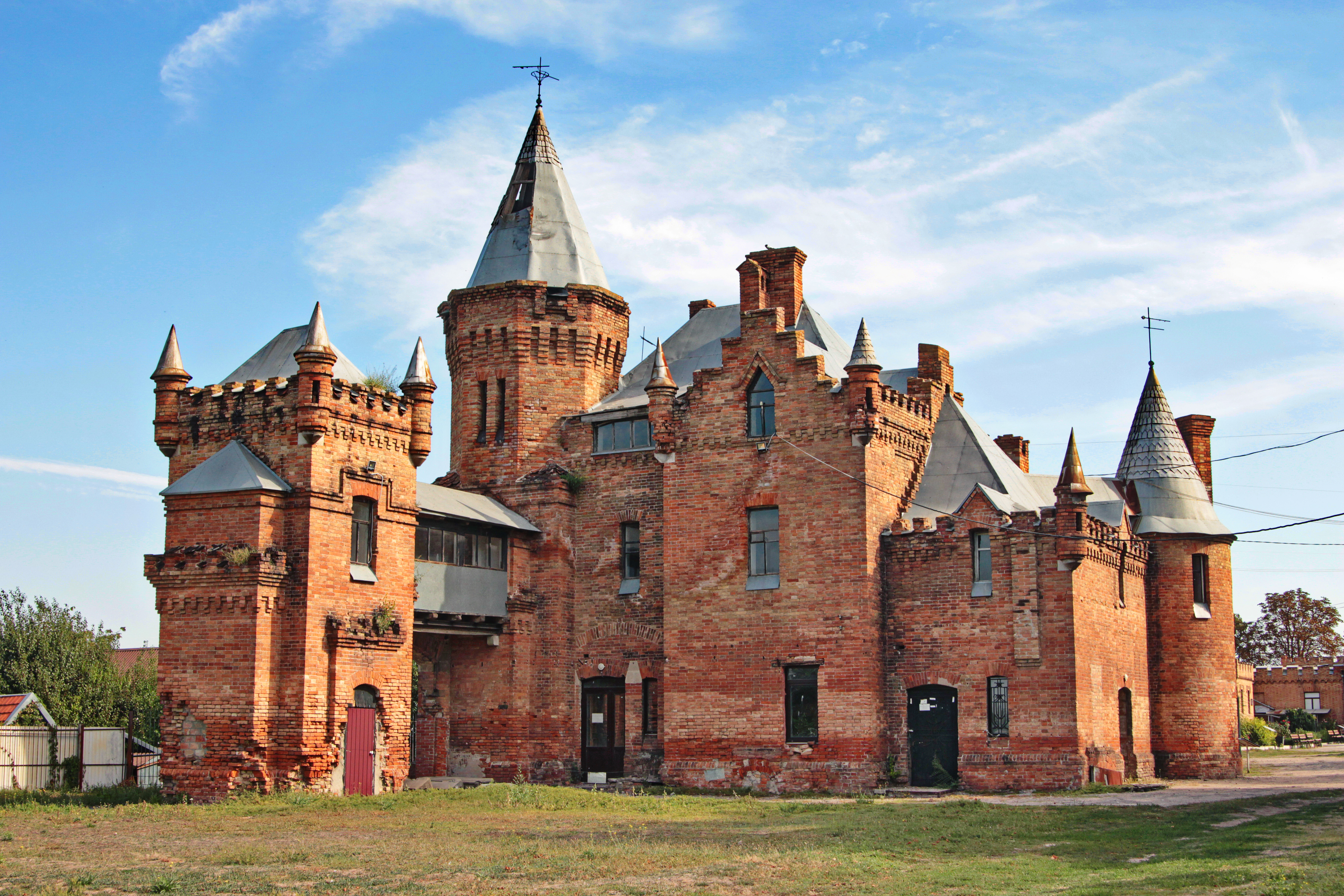
Blick auf Schloss Popow im Ort

Wassyliwka (ukrainisch Василівка; russisch Васильевка Wassiljewka) ist eine Stadt in der Oblast Saporischschja in der südlichen Zentralukraine mit etwa 13.000 Einwohnern. Sie ist das Verwaltungszentrum des Rajons Wassyliwka und liegt auf einer Höhe von 82 m am östlichen Südufer des zum Kachowkaer Stausee angestauten Dnepr.
Durch die Stadt verläuft die Fernstraße M 18 und die Regionalstraße P–37.

## Geschichte
Die Ortschaft wurde 1784 gegründet und seit 1957 besitzt Wassyliwka das Stadtrecht.
Bei Wassyliwka wurde zwischen 1864 und 1884 das Schloss Popow im neogotischen Stil errichtet. Nach starken Zerstörungen im Zweiten Weltkrieg wird es seit dem Beginn der 1990er Jahre wieder aufgebaut.

## Verwaltungsgliederung
Am 12. Juni 2020 wurde die Stadt zum Zentrum der neugegründeten Stadtgemeinde Wassyliwka (Василівська міська громада/Wassyliwska miska hromada). Zu dieser zählen auch die 17 in der untenstehenden Tabelle aufgelistetenen Dörfer, bis dahin bildete sie die gleichnamige Stadtratsgemeinde Wassyliwka (Василівська міська рада/Wassyliwska miska rada) im Zentrum des Rajons Wassyliwka.
Folgende Orte sind neben dem Hauptort Wassyliwka Teil der Gemeinde:
| Name                     | Name           | Name                                 |
| ukrainisch transkribiert | ukrainisch     | russisch                             |
| ------------------------ | -------------- | ------------------------------------ |
| Dolynka                  | Долинка        | Долинка (Dolinka)                    |
| Hladke                   | Гладке         | Гладкое (Gladkoje)                   |
| Hrosowe                  | Грозове        | Грозовое (Grosowoje)                 |
| Kamjanske                | Кам'янське     | Каменское (Kamenskoje)               |
| Konowalowa               | Коновалова     | Коновалова                           |
| Lisne                    | Лісне          | Лесное (Lesnoe)                      |
| Luhowe                   | Лугове         | Луговое (Lugowoje)                   |
| Peremoschne              | Грозове        | Переможное (Peremoschnoje)           |
| Perschotrawnewe          | Першотравневе  | Першотравневое (Perschotrawnewoje)   |
| Pidhirne                 | Підгірне       | Подгорное (Podgornoje)               |
| Plawni                   | Плавні         | Плавни                               |
| Schewtschenka            | Шевченка       | Шевченко (Schewtschenko)             |
| Schyroke                 | Широке         | Широкое (Schirokoje)                 |
| Selenyj Haj              | Зелений Гай    | Зелёный Гай (Seljony Gai)            |
| Skelky                   | Скельки        | Скельки (Skelki)                     |
| Ternuwate                | Тернувате      | Терноватое (Ternowatoje)             |
| Werchnja Krynyzja        | Верхня Криниця | Верхняя Криница (Werchnjaja Kriniza) |

## Söhne und Töchter der Stadt
- Mychajlo Fedorow (* 1991), stellvertretender Ministerpräsident der Ukraine und Minister für digitale Transformation